# Sana Kliniken Sommerfeld

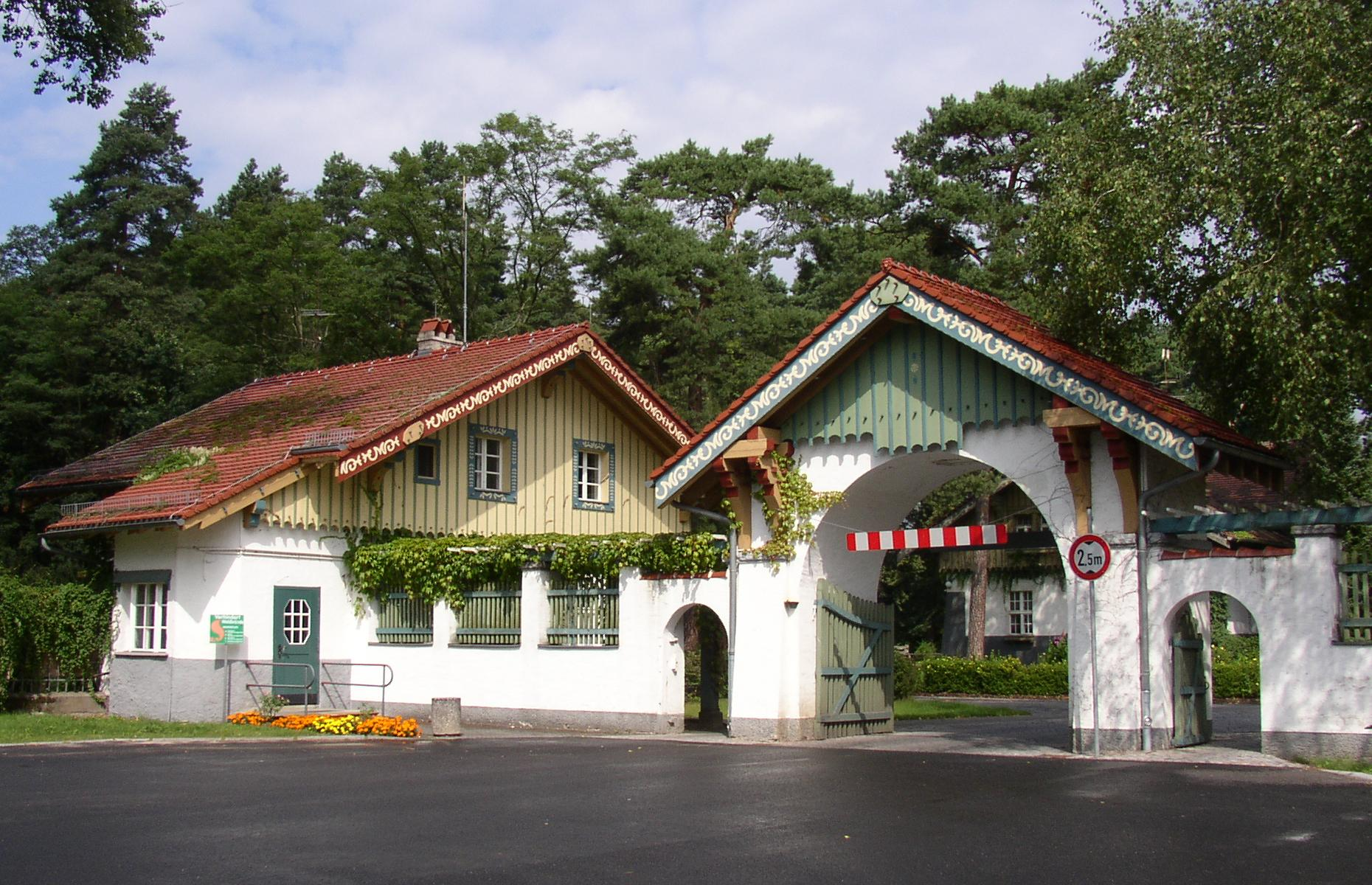
Pförtnerhaus und Portal

Die Hellmuth-Ulrici-Klinik (bis 1964 Waldhaus Charlottenburg) befindet sich im Ortsteil Sommerfeld der brandenburgischen Stadt Kremmen. Sie ist ein medizinisches Zentrum für Erkrankungen des Bewegungssystems und wird seit den 1990er Jahren von der Sana Kliniken AG betrieben. Landläufig hat sich die Bezeichnung Kliniken Sommerfeld bzw. nur Sommerfeld eingebürgert.

## Geschichte
Das Waldhaus Charlottenburg wurde 1912–1914 als Lungenheilstätte (zeitgenössisch auch „Tuberkulosenheim“) der bis 1920 selbstständigen Stadt Charlottenburg errichtet. Die Gebäude im alpinen Landhausstil entstanden unter der Leitung des Charlottenburger Stadtbaurats Heinrich Seeling nach Entwürfen von dessen Mitarbeiter Richard Ermisch.
Im Jahr 1964 erhielt die Klinik den Namen nach ihrem langjährigen Direktor Hellmuth Ulrici: Ulrici-Klinik. Im Jahr 1987 wurden die Klinik für operative Orthopädie, die wegen des Rückgangs von schweren Lungenerkrankungen für eine fachmedizinische Profiländerung sorgte, und die Klinik für Manuelle Medizin gegründet.
Nach der deutschen Wiedervereinigung ging die Klinik vom DDR-Staatseigentum zunächst in die Trägerschaft des gesamtberliner Senats über. Schließlich erwarben die Sana Kliniken die Einrichtung und konzentrierten sich weiterhin auf gelenkspezifische Behandlungen. Seit 1997 ergänzt eine Rehabilitationsklinik die Komplettbehandlung. Dieser Neubau auf dem Klinikgelände wurde von der Architektengemeinschaft ESASP Architekten zusammen mit einem Untersuchungs- und Behandlungsgebäude geplant und errichtet.
So entwickelte sich die Ullrici-Klinik auf dem Gebiet der Gelenk-Implantate schnell zu den führenden Einrichtungen in Deutschland (Kompetenzzentrum für Orthopädie mit den Fachkliniken für operative Orthopädie und nichtoperative Orthopädie, Schmerztherapie (Manuelle Medizin), Wirbelsäulenchirurgie sowie direkt angeschlossener Rehabilitationsklinik).
Nach eigener Angabe werden rund 7500 Gelenkimplantationen pro Jahr durchgeführt, Spitzenreiter sind Hüft- und Kniegelenke.
Die Klinik für Pneumologie wurde im Jahr 2004 geschlossen, weiterhin wird jedoch die pneumologische Rehabilitation angeboten.

## Medizinische Einrichtungen
Folgende Einzeleinrichtungen gehören zu den Sommerfeld-Kliniken:
- Klinik für Manuelle Medizin,[9] insbesondere
 nichtoperative Orthopädie und Schmerzmedizin mit neuroorthopädischen Untersuchungen (manualmedizinische Diagnostik von Muskeln, Gelenken, Wirbelsäule, Faszien und Bewegungsabläufen) und einer apparativen Funktionsdiagnostik,[2]
- Klinik für Anästhesiologie und Intensivtherapie,[9]
- Klinik für Wirbelsäulenchirurgie[9] mit
 minimalinvasiven Techniken zur Behandlung von Bandscheibenvorfällen, Einengungen des Spinalkanals und Wirbelkörperbrüchen,[2]
- Klinik für Operative Orthopädie[9] (Klinik für Endoprothetik),[2]
- Klinik für Orthopädische Rehabilitation[9]
 behandelt mit 185 Betten Patienten nach Operationen des Bewegungssystems und führt nichtoperative Weiterbehandlungen durch, außerdem werden unfallchirurgische Patienten nachbehandelt,[2]
- Klinik für Pneumologische Rehabilitation[9].

## Gebäude und Park
1995 wurde das historische Gebäudeensemble unter Denkmalschutz gestellt. Es besteht aus einem Verwaltungsgebäude, mehreren Einzelbauten, die in der Bauphase für Infektionskranke, Frauen und Männer baulich getrennt waren. Hinzu kommen die technischen Bauten wie ein Wasserturm, Versorgungseinrichtungen (Maschinen- und Kesselhaus, ehemalige Küche) sowie eine Kapelle. Alle Gebäude im angepassten Landhausstil sind in einem gepflegten Park eingebettet.

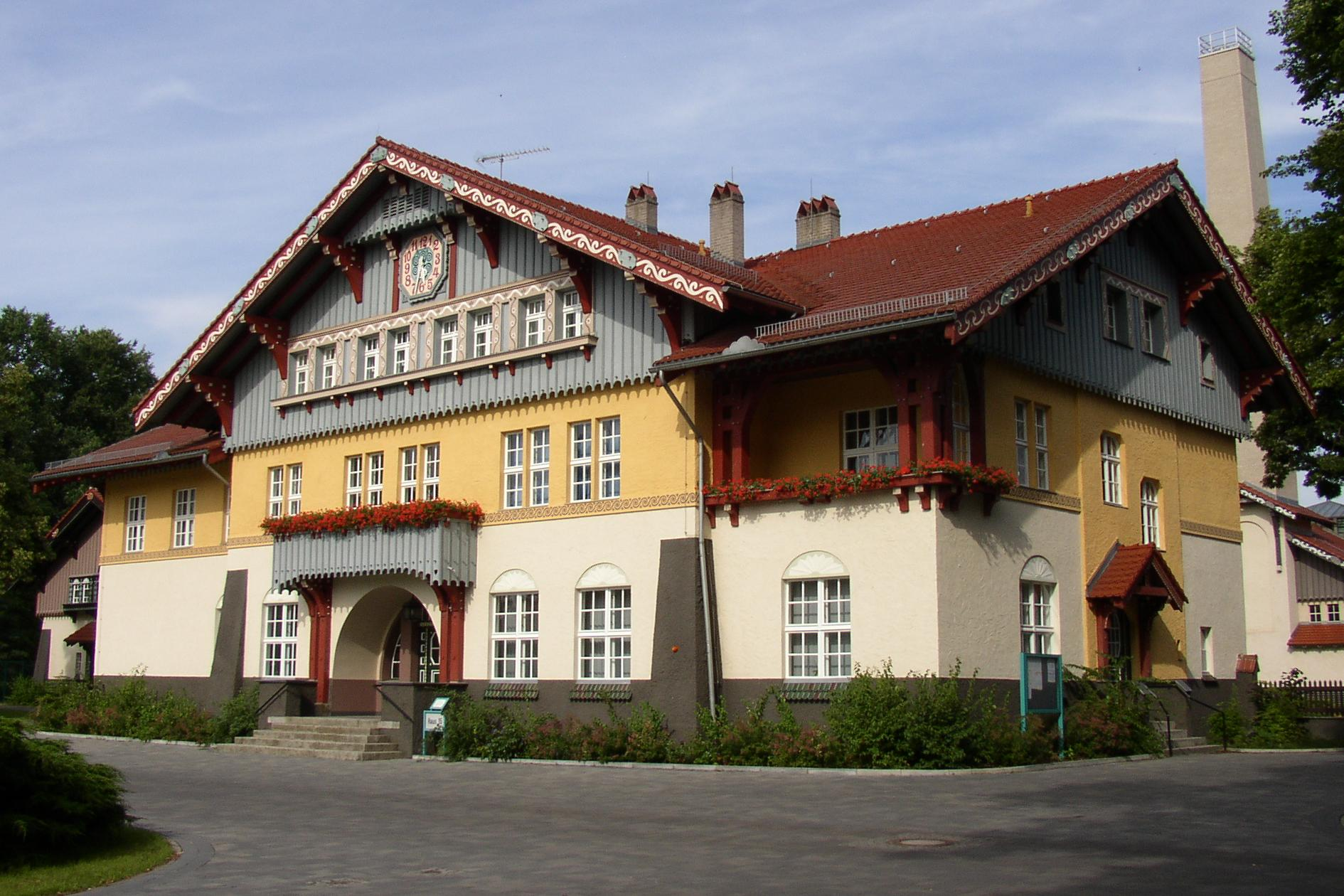
Verwaltungsgebäude
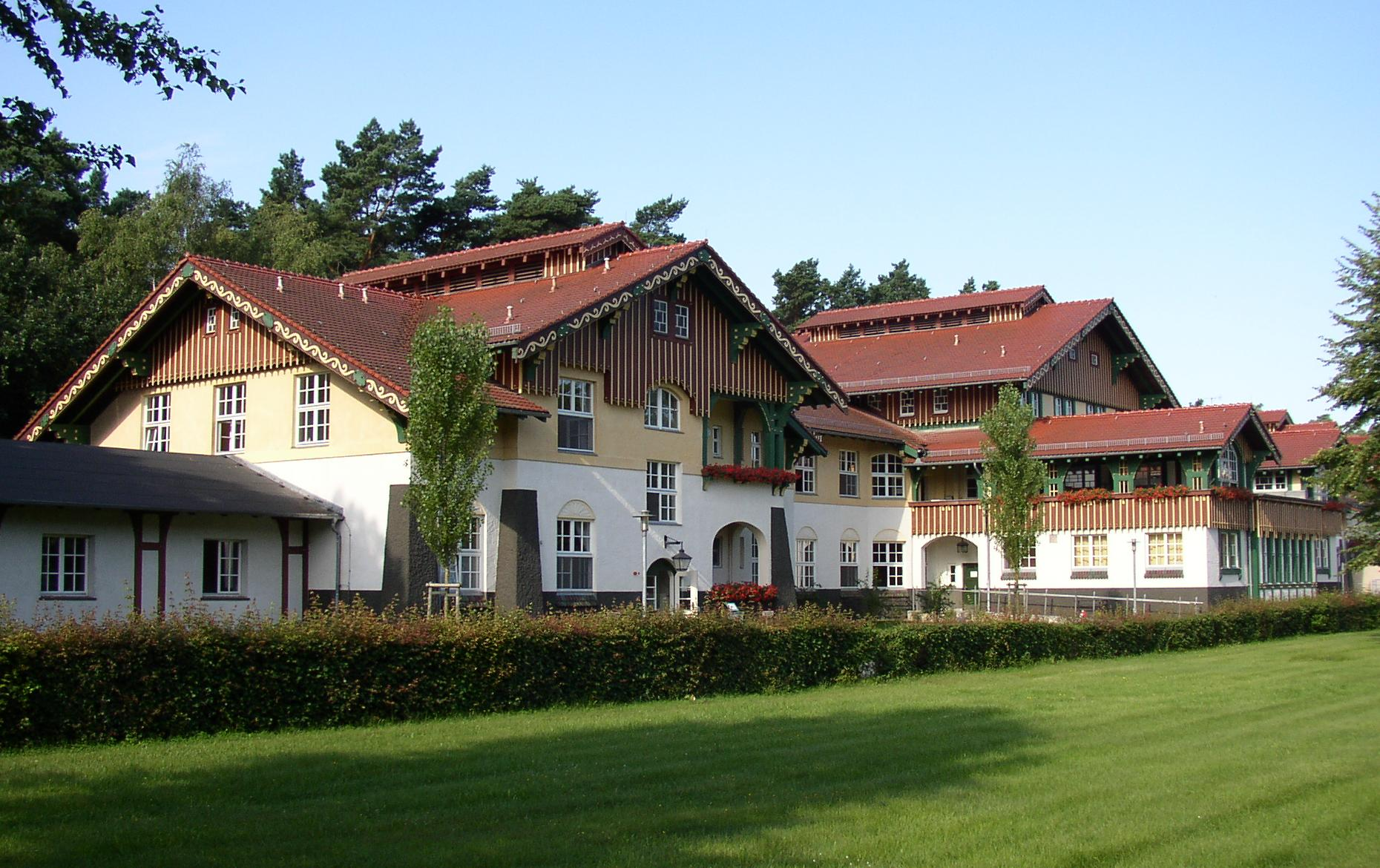
Haus 1
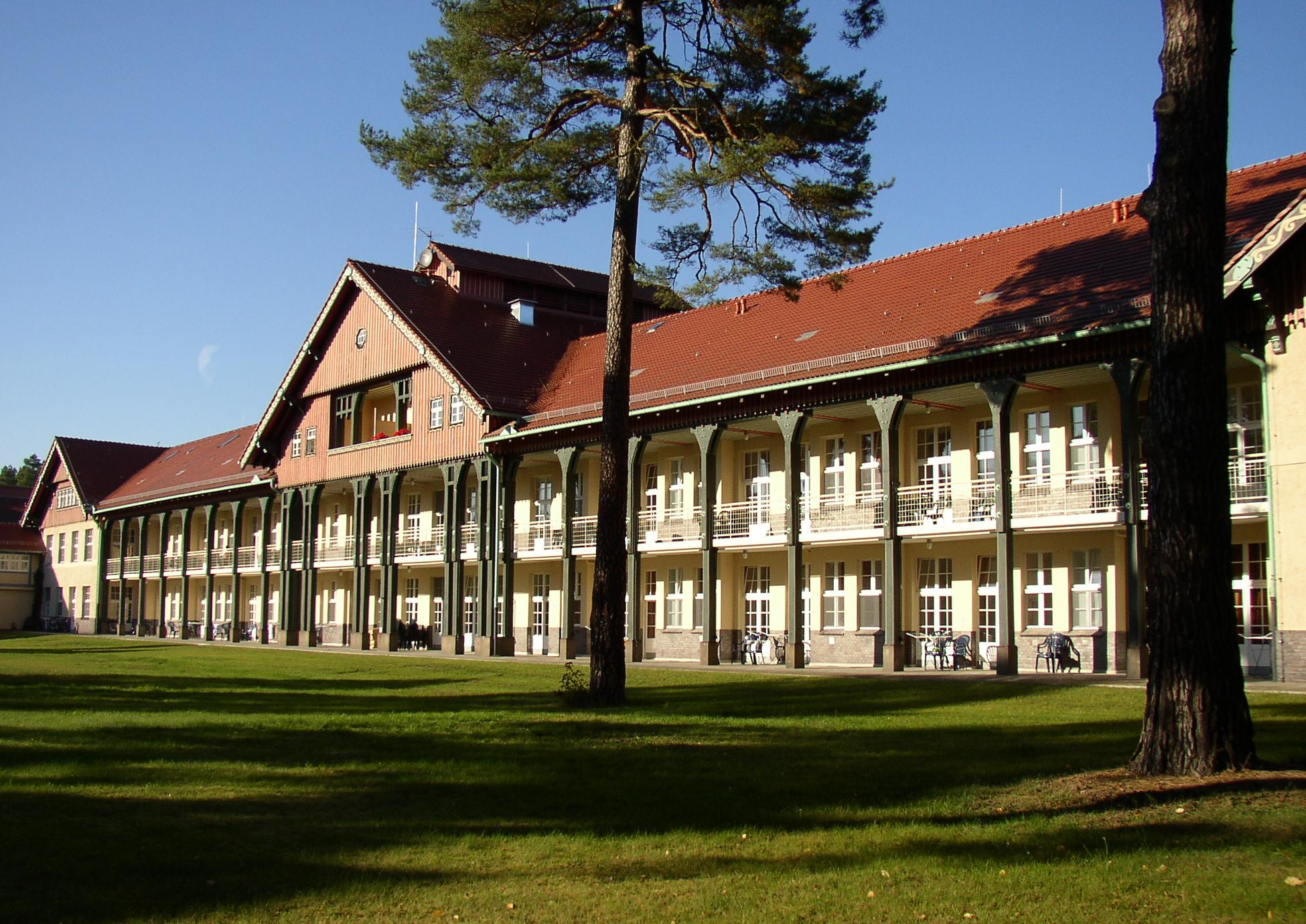
Haus 8
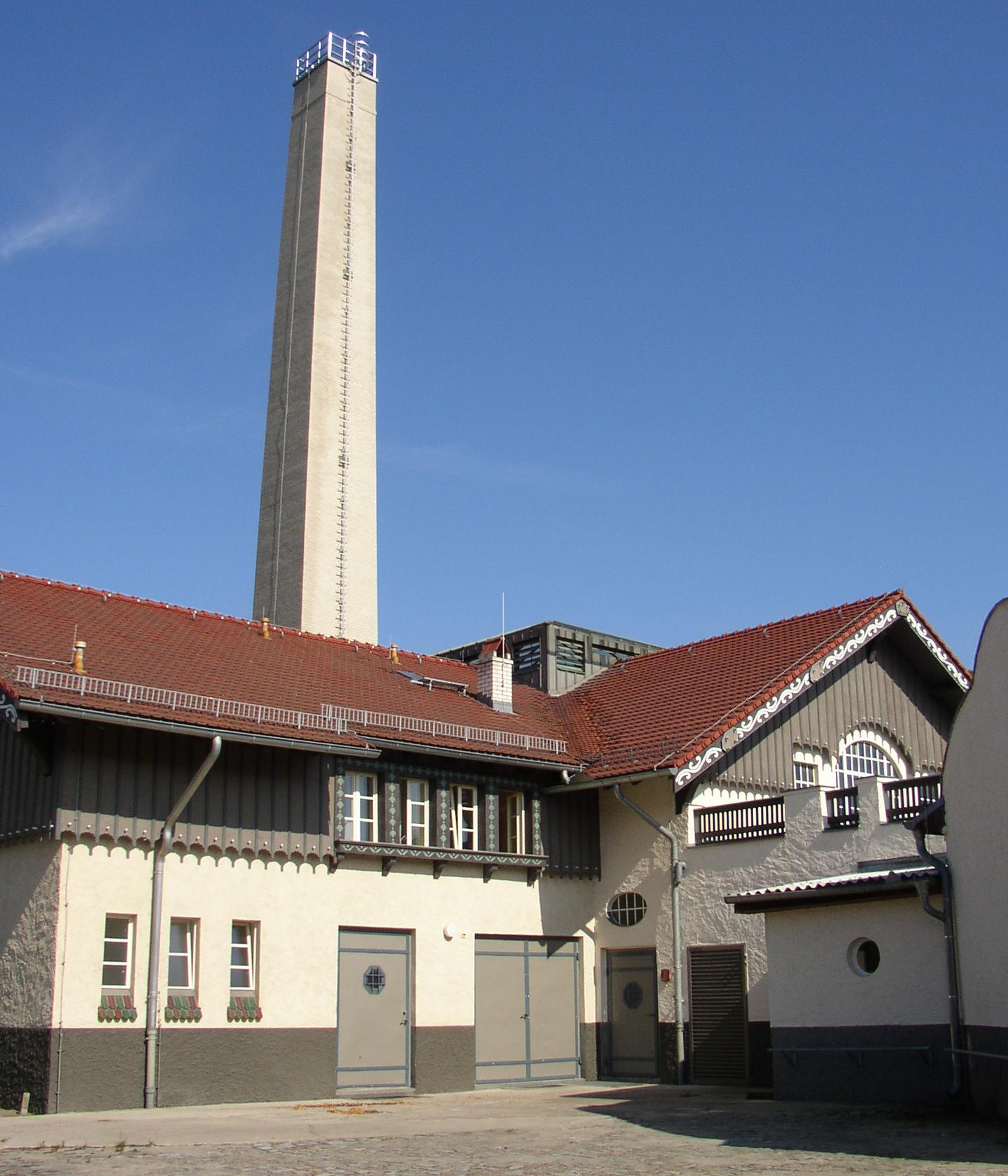
Maschinen- und Kesselhaus
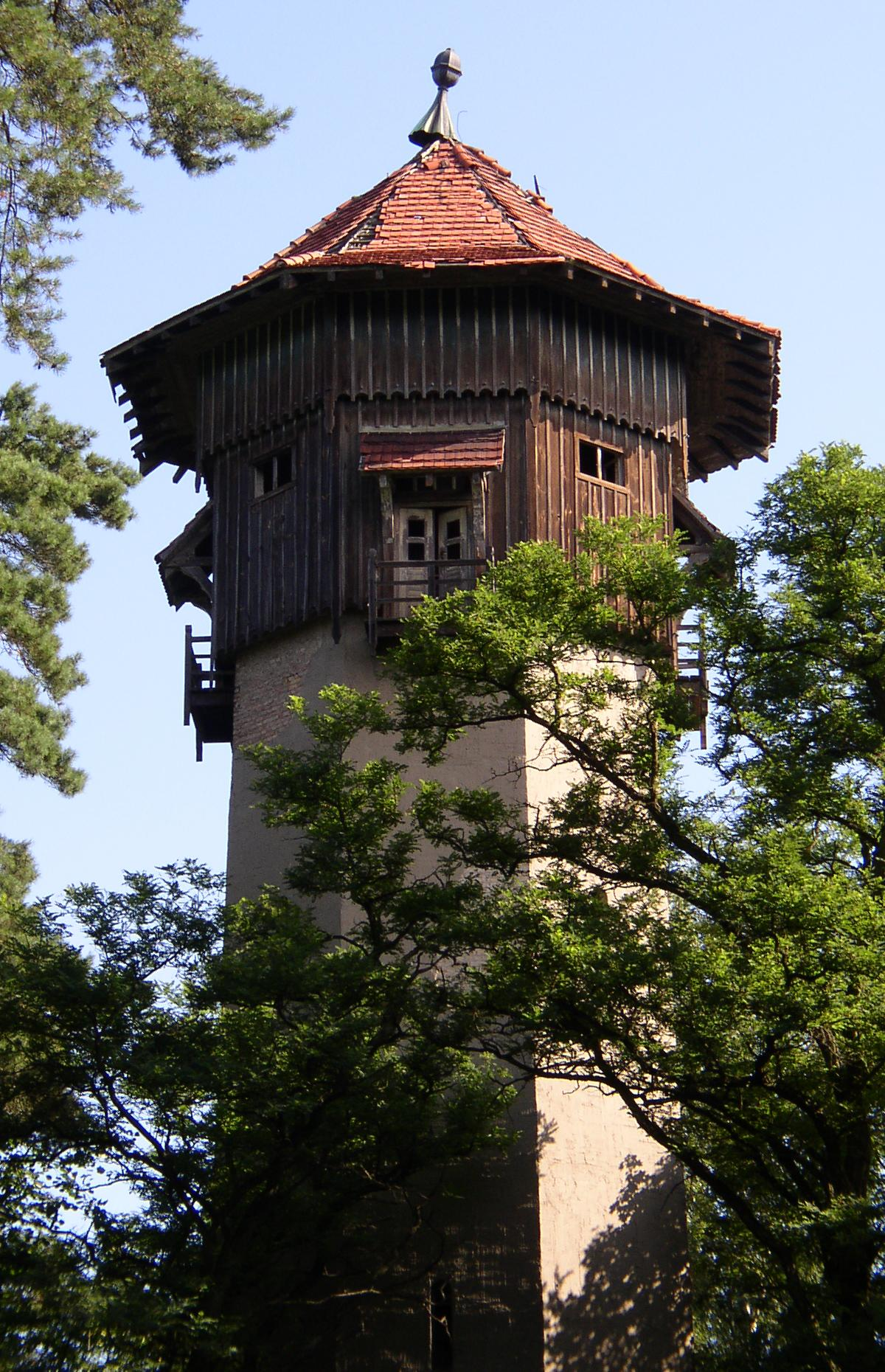
Wasserturm
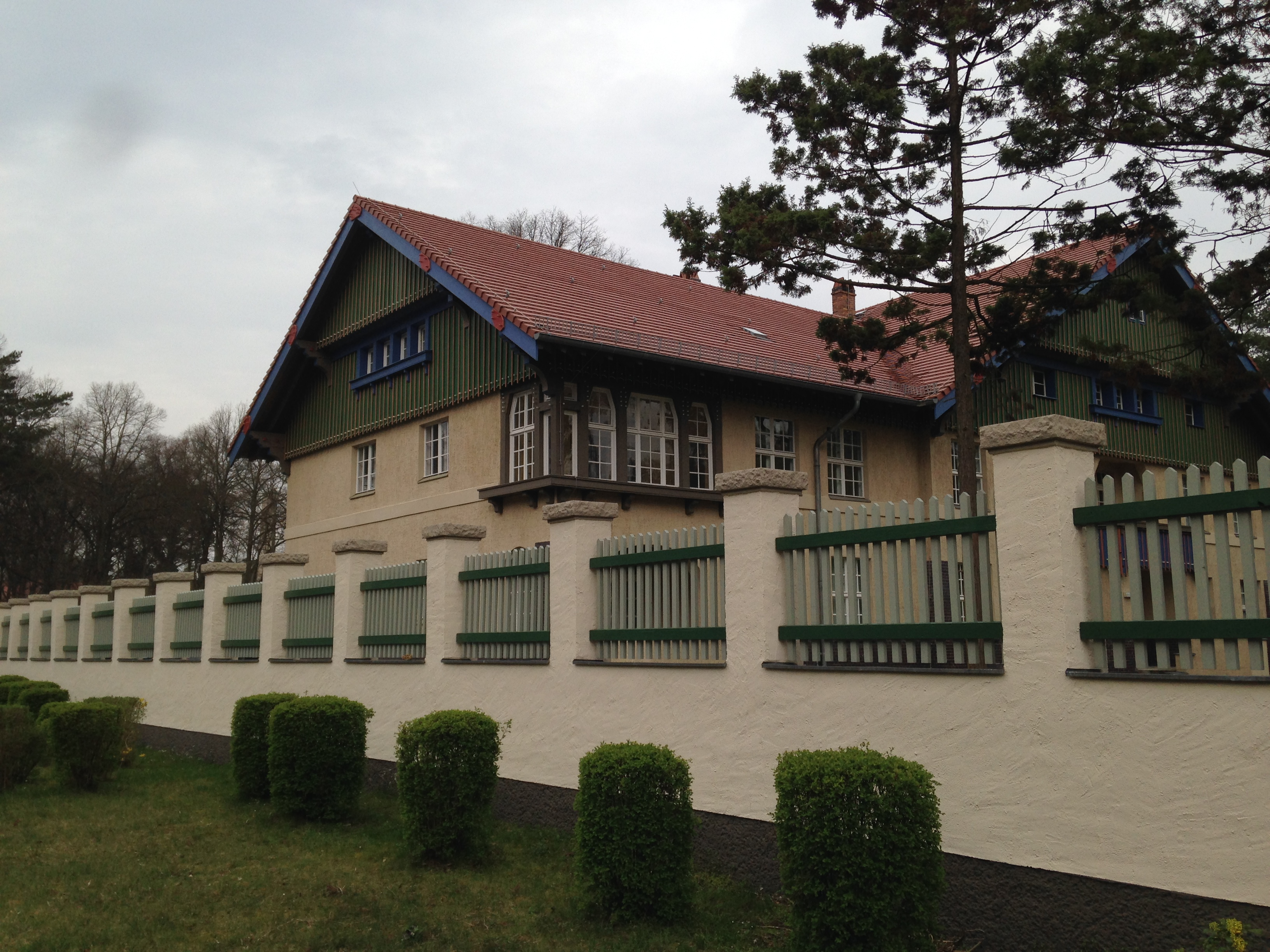
Ärztehaus
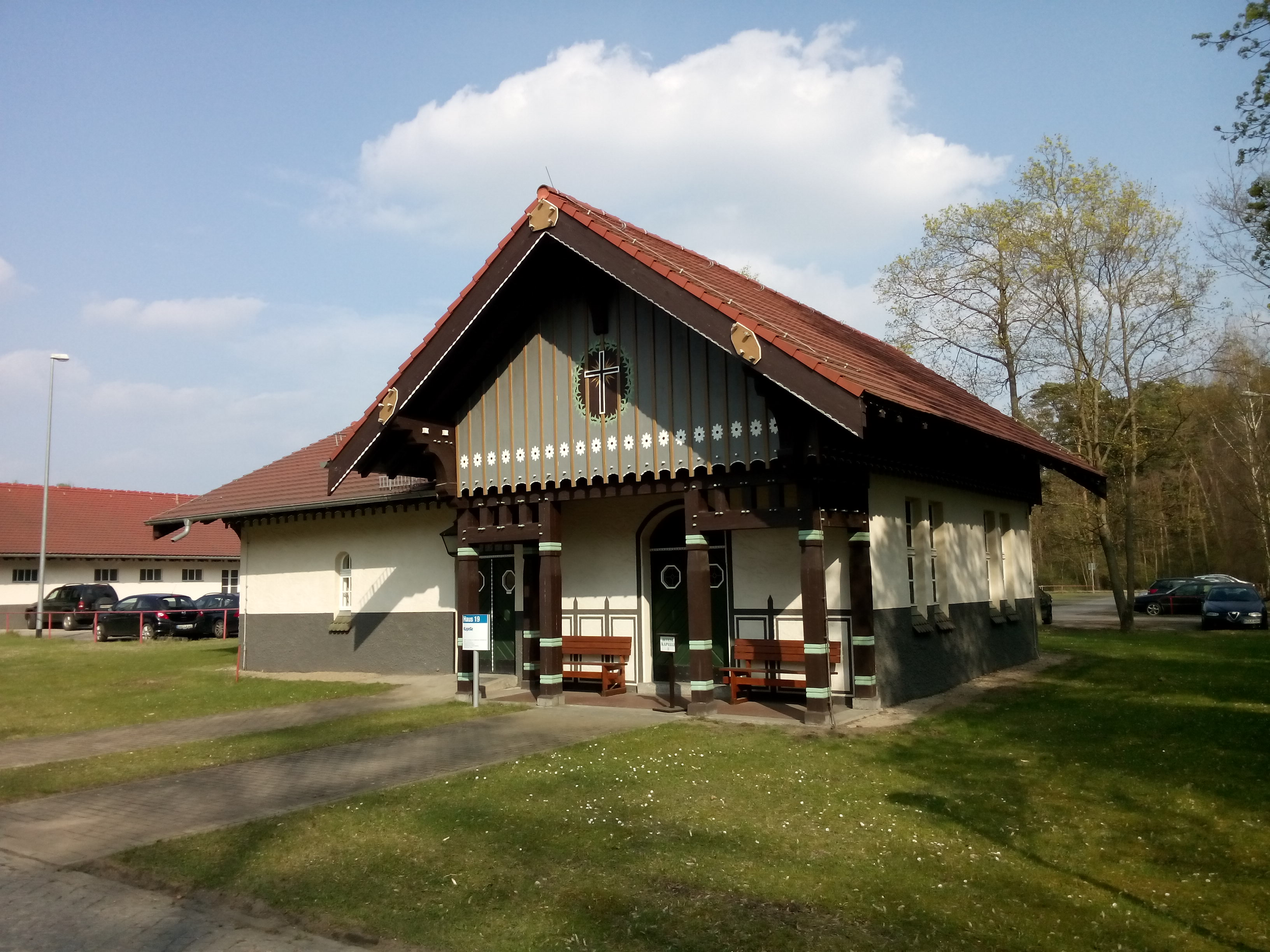
Kapelle
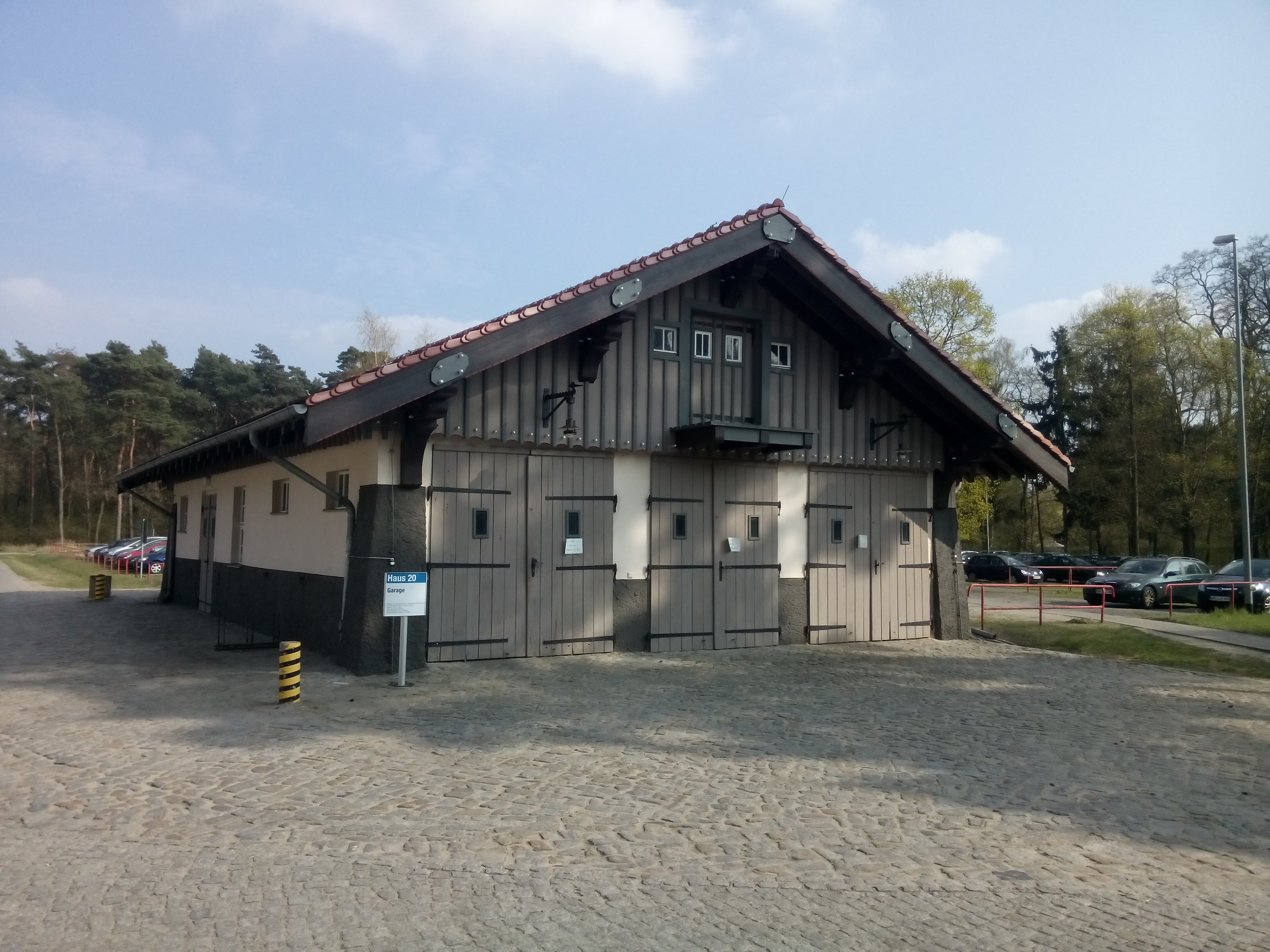
Garage
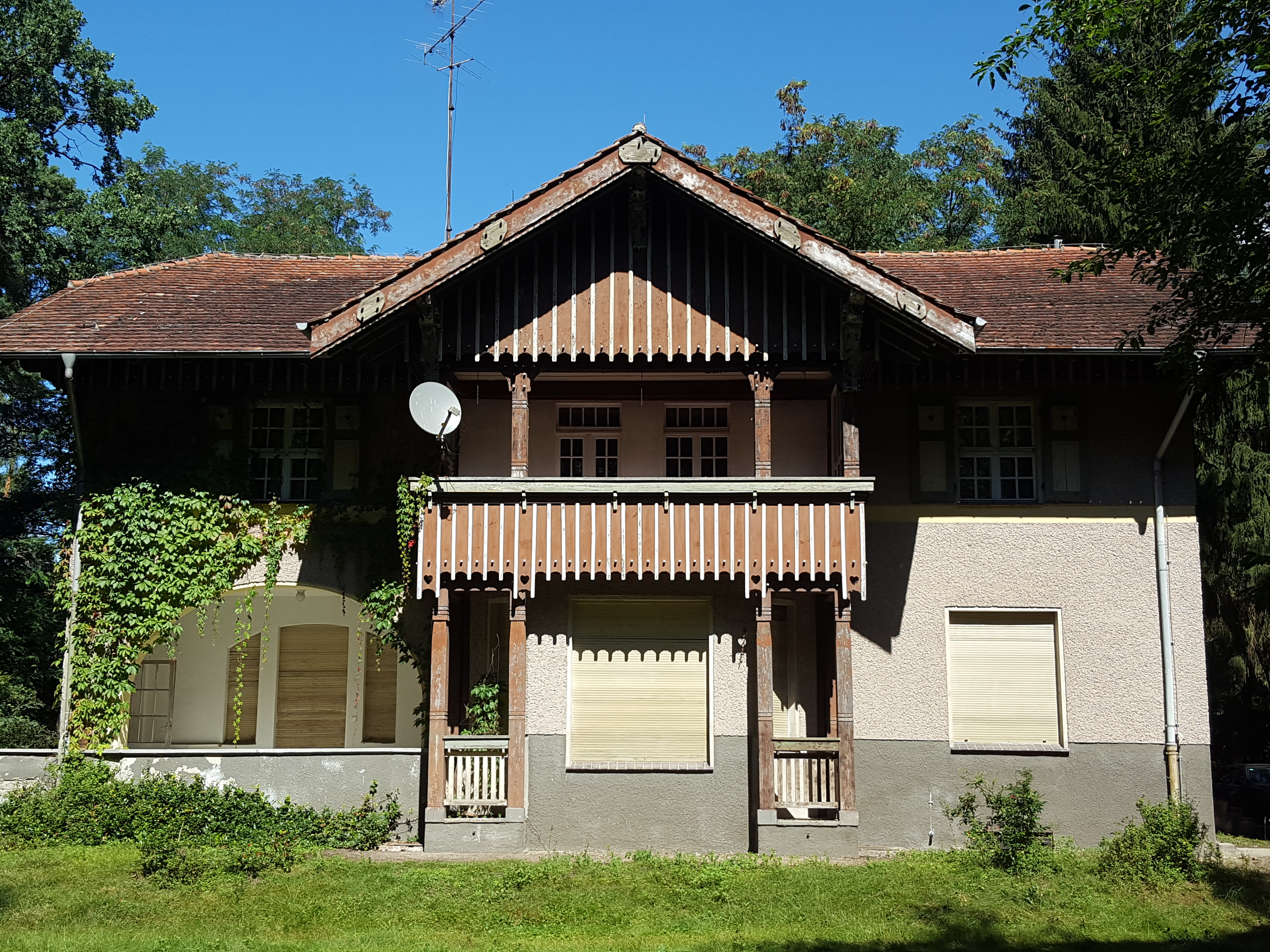
Ulrici-Villa, Parksituation, Ansicht von Süden